# Raúl Figueroa
Raúl Eugenio Figueroa Salas  (escucharⓘ)  (Santiago, 21 de marzo de 1975) es un abogado y político chileno. Entre febrero de 2020 y marzo de 2022, se desempeñó como ministro de Educación de su país bajo el segundo gobierno del presidente Sebastián Piñera. Entre  marzo de 2018 y febrero de 2020, ejerció como subsecretario de Educación en el mismo gobierno.

## Biografía

### Familia
Es hijo de María Eugenia Salas Richaud y Luis Simón Figueroa del Río, político que fuera subsecretario de Estado de Augusto Pinochet en las carteras de Interior, Bienes Nacionales y Agricultura, además de embajador y ministro. Se casó en el 2000 con la también abogada Paulina Campos, quien fue su compañera de curso en la PUC y su primera novia. Con su matrimonio es padre de cinco hijos.

### Estudios y vida profesional
Estudió en el Colegio Tabancura, casa de estudios ligada a la congregación religiosa del Opus Dei. Sin embargo, en su círculo afirman que, si bien Figueroa tiene aprecio por dicho movimiento católico, no mantiene una relación cercana. En su etapa escolar representó —por breve tiempo– a su colegio en competencias interescolares de atletismo.
Posteriormente estudió derecho en la Pontificia Universidad Católica (PUC) y obtuvo un máster en derecho de la empresa de la Universidad de los Andes.
Juró como abogado en 1999 y trabajó junto a su padre, con quien era socio en el estudio jurídico "Figueroa y Asociados". Allí se dedicó principalmente a temas civiles, comerciales y vinculados al derecho de aguas.
Ha sido profesor de la Facultad de Derecho de la Pontificia Universidad Católica y en la Universidad Andrés Bello. En esta última fue también secretario académico y director de posgrados de dicha facultad. Tras finalizar su periodo como ministro de Estado en marzo de 2022, retornó a ejercer la docencia en la Universidad Andrés Bello.

## Trayectoria política
Trabajó en el ministerio de Educación durante todo el primer gobierno de Sebastián Piñera (2010-2014), primero como jefe de la División Jurídica y luego como jefe de asesores del ministerio.  En 2014 fundó Acción Educar, un think tank de política educativa. Durante la campaña de Sebastián Piñera (2017), fue coordinador del programa educacional.
En marzo de 2018 asumió como subsecretario de Educación. El 28 de febrero de 2020 fue designado como ministro de Educación del segundo gobierno de Sebastián Piñera.
En ese cargo, en julio de 2021, fue acusado constitucionalmente por un grupo de diputados pertenecientes a la oposición al gobierno. La principal razón que motivó a los parlamentarios de oposición a intentar removerlo del cargo de ministro fue su insistencia en promover el retorno presencial de los escolares a sus aulas después de la interrupción de clases producto de la pandemia de COVID-19. El diputado del Partido Socialista (PS) Juan Santana señaló en su cuenta de Twitter que: «Con sus constantes llamados a retomar clases presenciales, el ministro de educación Raúl Figueroa expone la integridad física y psíquica de las comunidades escolares, vulnerando una de sus principales obligaciones que es, además, causal de destitución para cualquier autoridad».
La sesión de la acusación constitucional fue llevada a cabo el 12 de agosto de 2021, siendo ésta rechazada por la mayoría de los diputados. 
El resultado de la admisibilidad de la acusación constitucional en la Cámara de Diputados fue el siguiente:
| Fecha                | Resultado                       | Voto |    |    |    |    |   |   |   |   |   |   |   |   |   |   |   |   |   | Ind. | Total  |
| -------------------- | ------------------------------- | ---- | -- | -- | -- | -- | - | - | - | - | - | - | - | - | - | - | - | - | - | ---- | ------ |
| 12 de agosto de 2021 | Rechazado · Acusación desechada | Sí   |    |    | 15 | 10 | 9 | 6 | 6 |   | 5 | 4 | 2 |   | 2 | 2 | 2 | 2 | 1 | 5    | 71/155 |
| 12 de agosto de 2021 | Rechazado · Acusación desechada | No   | 33 | 26 |    | 1  |   |   |   | 6 |   |   |   | 3 |   |   |   |   |   | 7    | 76/155 |
| 12 de agosto de 2021 | Rechazado · Acusación desechada | Abs. |    |    |    |    |   |   |   |   |   |   |   |   |   |   |   |   |   |      | 0/155  |
| 12 de agosto de 2021 | Rechazado · Acusación desechada | Aus. | 1  |    | 2  | 1  |   | 2 |   |   |   |   | 1 |   |   |   |   |   |   | 1    | 8/155  |

Después del triunfo en la cámara, continuó ejerciendo su labor como ministro e impulsando el retorno a clases presenciales hasta el final de la administración Piñera, que culminó en marzo de 2022. Las acciones impulsadas durante su gestión en el Ministerio de Educación para enfrentar la pandemia, fueron analizadas por el Grupo del Banco Mundial (BM) en el informe "Sistematización y Revisión de la Experiencia de Chile para las Políticas y Medidas Educativas en el Contexto de la Pandemia". El análisis calificó las medidas del Ministerio de Educación como "notables", "rápidas", con "alcance y coherencia" y que dan cuenta de "una respuesta coordinada, con recursos abordables y bien alineados entre sí".
Finalmente, después de dos años de múltiples esfuerzos, logró retomar la presencialidad del sistema educativo como regla principal. En marzo de 2022, al finalizar su periodo como ministro, el sistema escolar chileno contaba con clases presenciales prácticamente en su totalidad, siendo destacado por organismos internacionales tales como UNESCO y UNICEF.
En diversas oportunidades el presidente Gabriel Boric realizó una autocrítica por el rol que jugó la oposición política de entonces al haber insistido en el cierre de escuelas y reconoció que la acusación constitucional presentada contra el exministro Raúl Figueroa fue un error.